# Фатіма ас-Сокотрія
Фатіма бінт Ахмад Мухаммад аль-Джахдамі (араб. فاطمة بنت أحمد محمد الجهضمي), відома як Фатіма ас-Сокотрія (араб. فاطمة السقطرية, Фатіма Сокотрійка) і прозвана аль-Захра за зразком дочки Пророка Фатіми, для якої аль-Захра («сяйна») була популярним епітетом, — єменська письменниця та поетеса, яка жила на острові Сокотра в ІІІ столітті хіджри (816—913 н. е.). Вона вважається першою відомою сокотранською поетесою.

## Життєпис
Насправді про ас-Сокотрію мало що відомо. Вважається, що вона народилася на острові Сокотра в третьому столітті хіджри. Вона була поетесою і була родичкою султана аль-Касіма бін Мухаммада аль-Джахдамі, правителя єменського острова Сокотра. Його вбили ефіопи, які напали на острів. Вважається, що ас-Сокотрія написала касиду імаму Аль-Сальт бін Маліку, який прийняв імамат Оману в 273 р. хіджри / 886 р. н. е., просячи його допомоги. Вірш був відправлений морем і знайдений рибалкою, який передав його імаму. Імам послав на Сокотру флот із ста човнів, які завдали поразки ефіопським військам на Сокотрі.
Ас-Сокутрія померла через деякий час після 273 року хіджри / 886 року нашої ери.

## Доробок
Ас-Сокотрія відома завдяки приписуваному їй довгому віршу, адресованому аль-Халту ібн Маліку. Початок поеми звучить так

| قل للإمام الذي ترجى فضائلُـــه * ابن الكرام وابن السَّادة النجــــبِ وابن الجحاجحة الشمِّ الذين هــمُ * كانوا سناها وكانوا سادة العـــربِ أمست (سقطرى) من الإسلام مقفــرةً * بعد الشرائع والفرقان والكتـبِ واستبدلت بالهدى كفرًا ومعصيتاً * وبالأذان نواقيسًا من الخشـبِ | Скажи імаму, чиї чесноти сподіваються, * Сину шляхетних і сину панів обраних, І сину славних героїв, які були * Її сяйвом і були панами арабів, Стала Сокотра від ісламу пустельною * Після законів, розрізнення та книг, І замінила керівництво невір'ям і гріхом, * І заклики до молитви дзвонами з дерева. |

## Відгуки
Ас-Сокотрія вважається втраченим голосом в оманській літературі, чия творчість була заново відкрита у ХХ столітті. В оцінці Сержа Д. Елі її вірш
здається, є першим актом письма — або, точніше, дискурсивного повстання, — який приписують Сокотрану, і як такий він є предметом гордості серед сокотранців. Однак, оскільки цей вірш став частиною популярної «історіології» — своєрідного поєднання усності та грамотності, що призводить до синтезу фактів і вигадок, — вважається, що подія відбулася за часів португальців, і через процес осмосу (оскільки грамотність залишається проблемою) проникла в культуру і сформувала колективну пам'ять.
Розповідь Ас-Сокотрії та її поезія представлені в епізоді «Історія та спадщина (Оманські особистості, увічнені історією)», представленому доктором Гамідом Аль-Навфалі для телеканалу Аль-Ру'я. Ця програма стала суперечливою, коли вона вийшла в ефір на Сокотрі, оскільки стверджувала, що Ас-Сокотрія походить з Оману. Житель острова Абдул Карім Кабалан закликав телекомпанію вибачитися. У 2016 році прозаїк Мунір Талал опублікував переказ поеми.

## Уточнення
1. ↑  Основні наукові розповіді про ас-Сокотрію можна знайти в «Нур ад-Дін» Абд Аллаха бін Хумайда валь-Салімі Tuḥfat al-Aʿyān bi-sīrat ahl ʿUmān, 2 vols (Cairo: Matba‘at al-sufliyya, 1347/1928), p. 112 and Sālim ibn Ḥumūd, ʿUmān ʿabr al-tārīkh (Muscat, 1982), II, 191, cited by Isam Ali Ahmad al-Rawas, 'Early Islamic Oman (ca - 622/280-893): A Political History' (unpublished Ph.D. thesis, University of Durham, 1990), p. 273. Див. також R. B. Serjeant, 'The Coastal Population of Socotra', in Socotra: Island of Tranquility, ed. by Brian Doe (London: IMMEL Publishing, 1992), pp. 133–80 (pp. 136-40) (repr. in R. B. Serjeant, Society and Trade in South Arabia (Aldershot: Variorum, 1996), ch XVII) and J. C. Wilkinson, The Imamate Tradition of Oman (Cambridge: Cambridge University Press, 1987), pp. 332, 344.